# 뉫

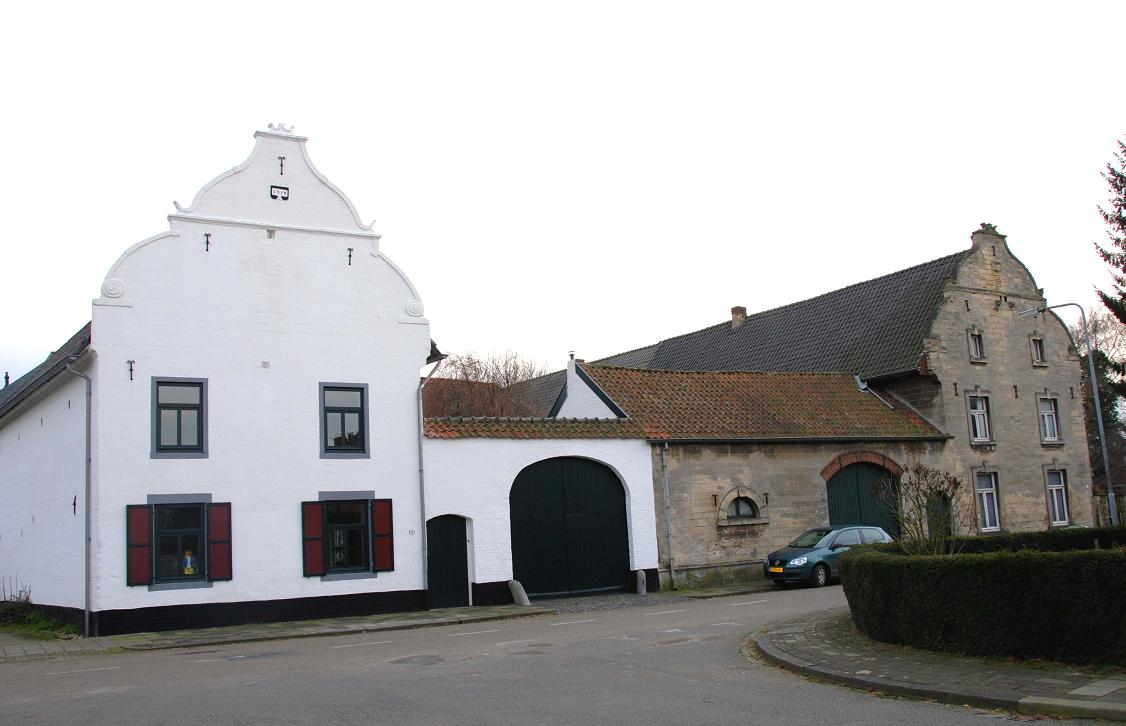
뉫의 옛 목장

뉫의 위치

뉫(네덜란드어: Nuth, 림뷔르흐어: Nut)은 네덜란드 남부 림뷔르흐주의 도시로 면적은 33.13km2, 높이는 86m, 인구는 15,583명(2017년 2월 기준), 인구 밀도는 471명/km2이다.

시기
시 문장